# Portrait des amies
O Portrait des amies (em português, Retrato das amigas) é uma pintura de Louise Catherine Breslau produzida em 1881. Está sob a guarda do Museu de Arte e História de Genebra, Suíça.

## Descrição
Uma pintura a óleo, sobre tela de 85 × 160 centímetros, a obra representa a artista Louise Catherine Breslau de costas com seu cachorro, com duas colegas estudantes que também são suas companheiras de quarto em Paris: : a atriz italiana Maria Feller e a pintora suíça Sophie Schaeppi, uma das modelos de Breslau em Femme assise à une table, une plume à la main (agora no Musée d'Orsay, em Paris).
As três estudantes dividiram então um apartamento localizado no número 40, avenue des Ternes, no 17 arrondissement de Paris .
O quadro também é conhecido em inglês pelo título Conversation at the table.

## História
A obra foi apresentada no Salão de Paris de 1881. Foi então exibido na Royal Academy of Arts de Londres e depois na Swiss National Exhibition, em Zurique . A pintura foi adquirida pela cidade de Genebra em 1883.